# كربتشو
الكَربَتْشُو أو الكرباتشو أو قَرْبَطشة أو (نقحرة: كارباتشيو) هو طبق من اللحم أو السمك  (مثل لحم البقر، العجل، الغزال، سمك السلمون أو التونة)، مقطع إلى شرائح رقيقة، ويقدم طبقًا نيئًا فاتحًا للشهية. يعود تاريخ الطبق إلى عام 1950 حيث قُدّم أولًا في البندقية بإيطاليا ثم انتشر خلال النصف الثاني من القرن العشرين. يُقدّم اللحم مع الليمون وزيت الزيتون والكمأ الأبيض أو جبن البَرمِزان. أصبح المصطلح في وقت لاحق يشير أيضًا إلى الأطباق التي تحتوي على لحوم أو أسماك نيئة أخرى، مقطعة شرائح رفيعة وتقدم مع الليمون أو الخل وزيت الزيتون والملح والفلفل المطحون والفواكه مثل الأنبا أو الأنَناس.